# Затруп
Затруп (нем. Satrup) — бывшая коммуна в Германии, в земле Шлезвиг-Гольштейн. 
Входит в состав района Шлезвиг-Фленсбург. Подчиняется управлению Амт Затруп.  Население составляет 3645 человек (на 31 декабря 2010 года). Занимает площадь 23,99 км². Официальный код  —  01 0 59 071.
С 1 марта 2013 года Рюде, Затруп и Хаветофтлойт объединены в муниципалитет Миттелангельн.